# Los violines del baile
Los violines del baile (título original Les violons du bal) es el nombre de una película francesa dramática dirigida por Michel Drach y estrenada en 1974. La película obtuvo un reconocimiento como Mejor Actriz en el Festival de Cannes, otorgado para Marie-José Nat.

## Sinopsis
Semblanza autobiográfica en la que el propio director cuenta la historia de su niñez durante la Segunda Guerra Mundial (1939-1945) y la huida de su familia de los territorios ocupados por los nazis.

## Reparto
- Jean-Louis Trintignant – Lui (Michel)
- Marie-José Nat – Elle (La femme et la mère de Michel) / Michel's wife
- Gabrielle Doulcet – La grand-mère
- David Drach – L'enfant
- Nathalie Roussel – La soeur de Michel / Michel's Sister
- Christian Rist – Le frère de Michel et le contestataire / Michel's Brother
- Yves Afonso – Le cameraman
- Yvon Yak – Le premier producteur
- Noëlle Leiris – La comtesse
- Luce Fabiole – La boulangère
- Malvina Penne – La réfugiée rousse
- Paul Le Person – Le premier passeur
- Guy Saint-Jean – Le second passeur
- François Leccia – Le jeune passeur
- Guido Alberti – Le producteur italien
- Hella Petri – La femme du producteur

## Reconocimiento
- 1974: Festival de Cannes: Mejor actriz (Marie-José Nat)

## Enlaces nexternos
- Violins at the Ball en Internet Movie Database (en inglés).

- Datos: Q3236099